# علیرضا محمدی
علیرضا محمدی عضو تیم ملی قایقرانی جمهوری اسلامی ایران در دوره‌های هشتم الی دهم مسابقات قهرمانی آسیا (قایقرانی- آبهای آرام) بود.

او در حال حاضر سرپرستی اداره ورزش و جوان شهرستان صومعه سرا و همچنین مربی و ریاست هیئت قایقرانی استان گیلان را بر عهده دارد

## هشتمین دوره مسابقات قهرمانی آسیا(۱۳۷۸–۱۹۹۹) چندو-چین
کایاک چهارنفره ۱۰۰۰متر- علیرضا محمدی، محسن میلاد، نادر هدایتی و حسین فتحعلی زاده- مدال نقره
کایاک دونفره ۵۰۰متر- علیرضا محمدی و محسن میلاد- مدال نقره
کایاک چهارنفره ۵۰۰متر- علیرضا محمدی، محسن میلاد، نادر هدایتی و حسین فتحعلی زاده- مدال طلا
کایاک دونفره ۲۰۰متر- محسن میلاد و علیرضا محمدی- مدال نقره
کایاک چهارنفره ۲۰۰متر- علیرضا محمدی، محسن میلاد، نادر هدایتی و حسین فتحعلی زاده- مدال نقره

## نهمین دوره مسابقات قهرمانی آسیا(۱۳۸۱–۲۰۰۲)دریاچه آزادیتهران-ایران
تورینگ دونفره ۱۰۰۰متر بزرگسالان- علیرضا محمدی و محمدعلی مرادپور- مدال طلا
تورینگ دونفره ۵۰۰متر بزرگسالان- علیرضا محمدی و محمدعلی مرادپور- مدال طلا

## دهمین دوره مسابقات قهرمانی آسیا(۱۳۸۲–۲۰۰۳) بوپال-هند
کایاک چهارنفره ۲۰۰متر بزرگسالان- کیوان مشیری، محسن میلاد، عباس صیادی و علیرضا محمدی- مدال طلا
کایاک دونفره ۲۰۰متر جوانان- علیرضا محمدی و عباس صیادی - مدال طلا
کایاک چهارنفره ۵۰۰متر بزرگسالان- رضا رئیسی، بابک ثمری، عباس صیادی و علیرضا محمدی- مدال طلا
کایاک دونفره ۵۰۰متر بزرگسالان- علیرضا محمدی و بابک ثمری - مدال طلا